# Prambanani templomegyüttes
Prambanan 10. századi hindu templomegyüttes Indonéziában, Yogyakartától 14 km-re keletre. A Sivának szentelt legnagyobb indonéziai templom az UNESCO világörökség helyszíneinek egyike.  
2006-ban egy földrengés komoly károkat okozott benne, a rekonstrukció a mai napig tart.

## Külső hivatkozások
- A Wikimédia Commons tartalmaz Prambanani templomegyüttes témájú kategóriát.